# Terpna olivia
Terpna olivia är en fjärilsart som beskrevs av Goldfinch 1944. Terpna olivia ingår i släktet Terpna och familjen mätare. Inga underarter finns listade i Catalogue of Life.